# Carmen Bonaplata
Carmen Bonaplata (Barcelona, 25 de enero de 1869 - Barcelona, 11 de febrero de 1911) fue una soprano española.

## Biografía
Era hija del actor catalán Teodor Bonaplata. Debutó en Milán (Teatro dal Verme) con la protagonista de Aida en 1886, actuando a continuación en diferentes ciudades europeas. En Roma actuó en el Teatro Argentina en 1890 y 1891. En 1890 se casó con el director de orquesta Lorenzo Bau. En la temporada 1892-93 se presenta en la Scala de Milán, cantando diversos papeles en las temporadas siguientes, entre ellos Senta y Sieglinde, de Wagner. Aparece en diferentes capitales europeas (Bolonia, Parma, Montecarlo, Nápoles, Turín, Moscú o San Petersburgo). En 1893 se presenta en el Teatro Real de Madrid, con La Gioconda, bajo la dirección de Juan Goula. El 30 de marzo de 1903 se presenta por primera vez en el Gran Teatro del Liceo de su ciudad natal, con Tosca. Se retiró de los escenarios en 1904.
Según la crítica de la época, poseía una potente voz, junto con una técnica ortodoxa y bien equilibrada. Además, era una buena actriz e interpretaba sus papeles con gran teatralidad. Los roles más importantes en su carrera fueron los de Aida, Don Carlo, Tosca, La Gioconda, Mefistófeles, Faust.
Su hija, Carmen Bau de Bonaplata (1890-1972) fue también cantante, y disfrutó asimismo de una exitosa carrera internacional.